# اوئست فرانس
اوئست فرانس (Ouest-France به فرانسوی) یکی از پرفروشترین روزنامه‌های فرانسوی است که در شهر رن این کشور به چاپ می‌رسد.